# ГЕС Мальмор
ГЕС Мальмор (фр. Mallemort) — гідроелектростанція на південному сході Франції. Знаходячись між ГЕС Сент-Естев (вище за течією) та ГЕС Салон, входить до складу каскаду на річці Дюранс (ліва притока Рони).
Відпрацьована на станції Сент-Естев вода по продовженню дериваційного каналу прямує вниз лівобережжям Дюрансу, уздовж відрогів Прованських Передальп. Подолавши понад 16 км вона надходить на ГЕС Мальмор, машинний зал якої обладнано трьома турбінами типу Френсіс, що працюють при напорі у 44 м.
Загальна потужність станції становить 90 МВт, а річне виробництво електроенергії становить 450 млн кВт·год.
Управління роботою ГЕС Мальмор здійснюється із диспетчерського центру на станції Сент-Тюль.